# Digital Display Working Group
Le Digital Display Working Group est un groupe de travail formé par Intel, Compaq, Fujitsu, Hewlett Packard, IBM, NEC et Silicon Image. L’objectif du Digital Display Working Group est de publier des spécifications pour la connectivité de haute performance entre les PC et les écrans numériques (comme les écrans à cristaux liquides). La spécification la plus connue publiée est l'interface DVI.